# Giulio Morelli
Pour les articles homonymes, voir Morelli.
Giulio Morelli, né le 8 mai 1915 à Padoue dans la région de la Vénétie, et mort le 10 mai 1985 en Italie, est un réalisateur et scénariste italien.

## Biographie
Diplômé en littérature et étudiant du Centro sperimentale di cinematografia, il commence à travailler pour l'industrie du cinéma dès 1939 en tant qu'assistant réalisateur et scénariste. Il collabore notamment avec Mario Camerini à plusieurs reprises, comme sur l'adaptation du roman Les Fiancés d'Alessandro Manzoni qui donne lieu au film éponyme ou sur le drame Une aventure romantique (Una romantica avventura) inspiré par l’œuvre de l'écrivain britannique Thomas Hardy.
Entre 1949 et 1953, il réalise en outre trois films, dont le drame La roccia incantata avec Dina Sassoli, Mirko Ellis et Irene Genna et Cavallina storna, un film biographique consacré à l'histoire du père du poète Giovanni Pascoli, Ruggero Pascoli (it).

## Filmographie

### Comme réalisateur
- 1949 : La roccia incantata
- 1952 : L'enfant d'une autre (Cento piccole mamme)
- 1953 : Cavallina storna

### Comme scénariste
- 1940 : Une aventure romantique (Una romantica avventura) de Mario Camerini
- 1942 : L'Ombre du passé (Una storia d'amore) de Mario Camerini
- 1943 : Je vous aimerai toujours (T'amerò sempre) de Mario Camerini
- 1946 : La Bête se réveille (Lo sconosciuto di San Marino) de Michał Waszyński et Vittorio Cottafavi
- 1947 : Fiamme sul mare de Michał Waszyński et Vittorio Cottafavi
- 1956 : Moglie e buoi... de Leonardo De Mitri